# Sindrome da lisi tumorale
La sindrome da lisi tumorale (TLS, dall'inglese Tumor Lysis Syndrome), è in medicina quel gruppo di complicanze metaboliche che possono insorgere dopo il trattamento di alcuni tipi di cancro (in genere linfomi e leucemie) e talvolta anche in assenza di trattamento.
Tali complicanze sono causate dai prodotti delle cellule cancerose che possono condurre, tra l'altro, a iperkaliemia, iperfosfatemia, iperuricemia e iperuricosuria, ipocalcemia e conseguente nefropatia e insufficienza renale acuta.

## Cause e fattori di rischio
I tumori più comunemente associati a questo tipo di sindrome sono i linfomi, come il linfoma di Burkitt e le leucemie, come la leucemia acuta linfoblastica e la leucemia mieloide acuta. Meno comune, ma pur presente, l'associazione alla TLS di altri tipi di cancro, come il melanoma.
I regimi di trattamento interessati includono le chemioterapie di combinazione, sebbene pazienti con linfomi o leucemia acuta linfoblastica possono essere affetti dalla sindrome anche in seguito al trattamento singolo con steroidi; la condizione per cui la sindrome insorge senza alcun trattamento è comunemente indicata come sindrome da lisi tumorale spontanea.

## Sintomi e patogenesi
Nel caso dell'iperkaliemia, il potassio (presente in gran parte nell'organismo come ione intracellulare), a causa dell'elevato ricambio delle cellule tumorali, viene trasferito nel flusso sanguigno. I sintomi si manifestano soltanto con livelli elevati di kaliemia (>7 mmol/dL) [v.n. 3.5-5.0 mmol/dL] e possono essere i seguenti:
- anomalie nella conduzione cardiaca (possono portare alla morte)
- grave debolezza muscolare o paralisi

Per quanto riguarda l'iperfosfatemia, il meccanismo è analogo a quello osservato per il potassio, dato che i fosfati sono anch'essi per gran parte a localizzazione intracellulare. Il loro passaggio nel sangue può portare ad insufficienza renale a causa della deposizione di cristalli di fosfato di calcio nel parenchima renale.
L'ipocalcemia è diretta conseguenza dell'iperfosfatemia, in quanto il calcio precipita a formare fosfato di calcio; la sintomatologia comprende, tra l'altro:
- tetania
- convulsione
- ritardo mentale / demenza
- disordini del movimento extrapiramidali parkinsoniani
- papilledema
- miopatia

Riguardo all'iperuricemia e all'iperuricosuria va detto che la nefropatia acuta da acido urico dovuta all'iperuricosuria è stata una causa dominante dell'insufficienza renale acuta ma, con l'avvento dei trattamenti efficaci per l'iperuricosuria, la patologia è diventata una causa meno comune rispetto all'iperfosfatemia. Due condizioni comuni correlate all'eccesso di acido urico, vale a dire la gotta e la nefrolitiasi, non rappresentano aspetti della sindrome da lisi tumorale.
La sindrome da lisi tumorale spontanea, correlata con l'insufficienza renale acuta causata dalla nefropatia acuta da acido urico e che insorge spontaneamente prima dell'avvio della chemioterapia, è ampiamente associata ai linfomi ed alle leucemie. L'importante differenza tra questa sindrome e la sindrome post-chemioterapica è che la sindrome spontanea non è associata con l'iperfosfatemia.

## Diagnosi
In pazienti con tumori che sviluppano insufficienza renale acuta con iperuricemia (>15 mg/dL) o iperfosfatemia (>8 mg/dL), forte è la possibilità che venga diagnosticata la sindrome. La nefropatia acuta da acido urico è associata con scarsa o nulla diuresi. Le analisi delle urine possono mostrare cristalli di acido urico o urati amorfi. L'ipersecrezione di acido urico può essere rilevata con un elevato tasso acido urico/creatinina (<1.0), comparato al valore medio di 0.6-0.7 per la maggior parte delle altre cause di insufficienza renale acuta.
Nel 2004 Cairo e Bishop hanno messo a punto un sistema di classificazione della sindrome da lisi tumorale:
- Sindrome da lisi tumorale di laboratorio.

Anomalie in ≥2 dei seguenti valori di laboratorio che insorgono fino a 3 giorni prima o 7 giorni dopo la chemioterapia:
- acido urico >8 mg/dL o aumento del 25%
- potassio >6 meq/L o aumento del 25%
- fosfato >4.5 mg/dL o aumento del 25%
- calcio <7 mg/dL o riduzione del 25%

- Sindrome da lisi tumorale clinica.

Sindrome da lisi tumorale di laboratorio più una o più delle seguenti anomalie di laboratorio:
- aumento della creatinina sierica (1.5 volte al di sopra del valore normale superiore)
- aritmia cardiaca o morte improvvisa
- convulsioni

Viene utilizzata una scala, con gradi da 0 a 5.

## Prevenzione
Ai pazienti che vengono trattati con chemioterapia per tumori con elevato tasso di turnover cellulare, in particolare affetti da linfomi e leucemie, dovrebbero essere somministrati, a scopo preventivo, farmaci profilattici orali o allopurinolo endovena; quest'ultimo è un inibitore della xantina ossidasi che a sua volta inibisce la produzione di acido urico); altra utile profilassi è l'idratazione endovena allo scopo di mantenere elevato l'output urinario (> 2.5 L/giorno).
Alternativa all'allopurinolo è il rasburicase, una urato ossidasi sintetica che agisce degradando l'acido urico.
Controversa è invece l'alcalinizzazione dell'urina con acetazolamide o bicarbonato di sodio.

## Trattamento
Il trattamento ha inizialmente come target lo specifico disordine metabolico insorto. Nel caso di insufficienza renale acuta precedente alla chemioterapia, essendo la sua causa principale l'incremento di acido urico, l'approccio terapico prevede l'utilizzo di rasburicase, al fine di eliminare l'eccesso di cristalli di acido urico, l'impiego di liquidi e di diuretici dell'ansa. Non è prevista in questa fase la somministrazione di bicarbonato di sodio. Se il paziente non risponde alla terapia, si può procedere con l'emodialisi, efficace nel ridurre l'acido urico sino al 50% per ogni sei ore di trattamento.
Qualora l'insufficienza renale acuta insorga dopo il trattamento chemioterapico ed, essendo in questo scenario dovuto all'iperfosfatemia, il principale approccio terapeutico è rappresentato dall'emodialisi nelle sue varie forme di emodialisi arterovenosa, emofiltrazione continua veno-venosa o emodialisi continua veno-venosa.